# Abbozzo di un quadro storico del progresso dello spirito umano
L'Abbozzo di un quadro storico del progresso dello spirito umano (noto anche come Prospetto) è un'opera del filosofo francese Nicolas de Condorcet, pubblicata postuma nel 1795. Quest'opera di filosofia della storia ripercorre le tappe principali del progresso generale dello spirito umano attraverso la storia, la scienza, la morale e la politica.

## Struttura dell'opera
L'opera è suddivisa in 10 capitoli che corrispondono, secondo Condorcet, alle dieci ere dello spirito umano.

### Prima era
Condorcet inizia la sua tavola con un periodo ipotetico sul quale, dice  "nessuna osservazione diretta ci informa" . Come Aristotele, egli considera la famiglia come l'unità fondamentale di ogni società: « La necessità di un capo, per poter agire in comune» , sia a fini di difesa che di sussistenza, «fu all'origine delle prime istituzioni politiche  ».
Il filosofo espone anche una teoria sull'evoluzione del linguaggio e sulla sua utilità nel mantenimento delle istituzioni pubbliche. La sua creazione e il suo utilizzo non possono che essere stati graduali ( "è probabile che questi segnali siano stati introdotti nell'uso solo nel corso del tempo, per gradi ") .
Per Condorcet, le istituzioni di potere create in quel momento produssero nei secoli successivi un effetto opposto: da un lato, «accelerando il progresso dell'illuminismo, contrastando al tempo stesso l'errore» . Infatti, in questa fase, la popolazione è divisa in due porzioni di popolo: «una destinata a insegnare, l'altra fatta credere; l'una nasconde con orgoglio ciò di cui si vanta di sapere, l'altra riceve con rispetto ciò che ci si degna di rivelarle”.

### Seconda era
Fu allora che i popoli primitivi si dedicarono all’ agricoltura e divennero “popoli pastorali”. La sedentarizzazione inizia quando, "dopo aver tenuto questi animali come semplice provvista, si è osservato che potevano moltiplicarsi e quindi offrire una risorsa più sostenibile" . Appare poi la tecnologia («le arti hanno fatto qualche progresso; noi abbiamo acquisito qualche illuminazione»), contemporaneamente alla schiavitù, quando prendiamo coscienza della forza lavoro degli esseri umani.
Fu in questo periodo che nacque l'ospitalità ( "che era praticata anche tra i selvaggi, [ma] assunse un carattere più pronunciato tra i popoli pastorali" ) e, sulla sua scia, una forma di civiltà dei costumi con ( "i costumi dovettero ammorbidirsi"). Ciò contribuisce a migliorare le condizioni degli uomini in generale e delle donne in particolare: "la schiavitù delle donne era meno dura; le mogli dei ricchi cessarono di essere condannate ai lavori forzati" .
Il rafforzamento delle strutture di potere, tuttavia, porta con sé la sua dose di elementi insidiosi. I leader guidano comunità umane sempre più grandi e la posta in gioco della sopravvivenza non sempre li spinge ad agire in modo retto .

### Terza
La relativa unità della razza umana che aveva dominato fino a quel momento venne capovolta: "Le invasioni, le conquiste, la formazione degli imperi, i loro rivolgimenti, avrebbero presto mescolato e confuso le nazioni, ora disperdendole su un nuovo territorio, ora ricoprendo lo stesso suolo con popoli diversi nello stesso tempo " .
La vita in società insegna a tutti il principio della divisione del lavoro, secondo il quale ogni lavoratore deve specializzarsi per aumentare la propria produttività. Così, "si notò che l'industria di un individuo era più perfezionata quando veniva esercitata su meno oggetti; che la mano eseguiva con più prontezza e precisione un minor numero di movimenti, quando la lunga abitudine glieli aveva resi più familiari”.
Da quel momento in poi la società fu divisa in classi. Infatti, "alle tre classi che già si potevano distinguere nella vita pastorale, quella dei proprietari, quella dei servi annessi alla famiglia dei primi e quella degli schiavi, bisogna ora aggiungere quella dei lavoratori di ogni genere e quella dei mercanti ". Questo stato di cose incoraggia la creazione di norme giuridiche (legislazione) più precise e più estese .
Il filosofo affronta poi la questione della creazione della scrittura, e in particolare dell'alfabeto, a partire dai geroglifici.

### Quarta
Condorcet si sofferma sulla civiltà della Grecia antica, che, come egli stesso afferma alla fine del capitolo precedente, è «il popolo che ha esercitato un'influenza così potente e felice sul progresso della specie umana, al quale il genio ha aperto tutte le strade della verità » . Secondo il filosofo, la debolezza della casta sacerdotale nell'antica Grecia consentiva ai pensatori di pensare liberamente e di mettere tutto in discussione senza paura. Così, «il genio poteva dispiegare lì tutte le sue forze, senza sottostare alle osservazioni pedanti, al sistema ipocrita di un collegio sacerdotale».
L'autore vede nell'antica Grecia eventi che annunciano la modernità del suo tempo. Così, "riconosciamo facilmente, in queste due idee [l'atomismo di Democrito e il pitagorismo], sia gli audaci sistemi di Cartesio sia la filosofia di Newton" ; la morte di Socrate "fu il primo crimine che segnò questa guerra tra filosofia e superstizione; guerra che continua ancora tra noi”.
Il filosofo è particolarmente elogiativo nei confronti dell'istruzione in Grecia. A suo dire, era immediatamente legata alla difesa e all'amore per la patria. Pertanto, "l'istruzione era [...] una parte importante della politica. Lei ha formato gli uomini per la patria, molto più che per se stessi o per la loro famiglia” .

### Quinta
Il filosofo ripercorre l'evoluzione del pensiero dalla fine dell'età dell'oro dell'antica Grecia fino all'antico Egitto dove "le scienze trovarono [...] asilo" ; La filosofia, che avrebbe potuto mettere in pericolo i despoti, non sopravvisse ai regimi tirannici. Le scienze che venivano mantenute erano, secondo Condorcet, "le scienze utili alla navigazione e al commercio" , perché i principi ne avevano bisogno. Condorcet passa in rassegna le scuole filosofiche dell'antichità, come lo stoicismo e l'epicureismo.
Condorcet critica il modo in cui le religioni sono riuscite a trasformarsi in leggi civili. Egli nota che «quando le leggi, come in Oriente, sono legate alla religione, il diritto di interpretarle diventa uno dei più forti sostegni della tirannia sacerdotale » .

### Sesta
L'autore affronta l'avvento del Cristianesimo e il Medioevo, che descrive in una luce negativa. Il titolo del capitolo, "La decadenza dell'Illuminismo fino alla sua restaurazione, verso l'epoca delle Crociate" , esprime l'idea generale del capitolo 15 . Così, «in quest'epoca disastrosa, vedremo lo spirito umano discendere rapidamente dall'altezza a cui era salito».
Se Condorcet riconosce che i rappresentanti delle religioni erano in grado di insegnare la morale, egli ritiene che questa morale «insegnata dai soli sacerdoti [...] creasse una moltitudine di doveri puramente religiosi, di peccati immaginari ».

### Settima
Il filosofo discute del forte ritorno della filosofia e della libertà di pensiero. Questo ritorno è dovuto innanzitutto al clima di intolleranza dei sacerdoti e "ai loro tentativi di impadronirsi del potere politico, alla loro scandalosa avidità, al disordine dei loro costumi, reso ancora più rivoltante dalla loro ipocrisia" . Secondo Condorcet , il pensiero poté fiorire e diffondersi in Europa grazie alla stampa .
L'autore affronta la lotta tra potere temporale e potere spirituale. Egli parla della riscoperta delle opere di Aristotele : "e la sua filosofia, perseguitata nei primi tempi, ben presto regnò in tutte le scuole" . Condorcet, tuttavia, si mostra particolarmente critico nei confronti di quest'epoca feudale sul piano politico e sociale : "Durante questo periodo, i costumi conservarono la loro corruzione e la loro ferocia; l'intolleranza religiosa era ancora più attiva; e la discordia civile, le guerre perpetue di una folla di piccoli principi sostituirono le invasioni dei barbari.

### Ottava
Questo capitolo ripercorre la storia "dall'invenzione della stampa al momento in cui la scienza e la filosofia si liberarono dal giogo dell'autorità " . Condorcet torna all'invenzione della stampa. Da quel momento in poi, «ciò che era letto solo da pochi individui poteva essere letto da un popolo intero e colpire quasi contemporaneamente tutti gli uomini che capivano la stessa lingua » . Ciò facilita anche l'argomentazione contro le idee false: "Ogni nuovo errore viene combattuto fin dalla sua nascita, spesso attaccato prima ancora che abbia potuto propagarsi, non ha il tempo di radicarsi nella mente delle persone " .
Nello stesso periodo si verificarono altre due grandi rotture, secondo Condorcet: la caduta di Costantinopoli nel 1453 e la scoperta dell'America nel 1492. Se il fanatismo continuò a prosperare in Europa, "la marcia della scienza divenne rapida e brillante. Il linguaggio algebrico viene generalizzato, semplificato, perfezionato, o meglio, è solo allora che è veramente formato. Vengono gettate le prime basi della teoria generale delle equazioni; la natura delle soluzioni che forniscono viene esplorata in modo approfondito; quelli di terzo e quarto grado sono risolti” .
Allo stesso tempo, e paradossalmente, i sistemi educativi non stanno progredendo allo stesso ritmo. "l'istruzione, ovunque schiavizzata, ovunque corrompeva la massa generale delle menti, opprimendo la ragione di tutti i bambini sotto il peso dei pregiudizi religiosi del loro paese ".

### Nona
Il capitolo è intitolato “Da Cartesio alla formazione della Repubblica francese” . Egli traccia un legame esplicito tra l'Illuminismo e l'esito della Rivoluzione francese. Secondo Condorcet, il pensiero filosofico ha permesso ai giuristi, «dopo essersi smarriti in teorie incomplete o vaghe» , di giungere ai diritti umani universali e inalienabili . Da quel momento in poi, «nessuno osò più dividere gli uomini in due razze diverse, una delle quali destinata a governare, l'altra a obbedire; uno per mentire, l'altro per essere ingannato” .
Questo periodo è preceduto dall'emergere dell'economia come disciplina del pensiero. Condorcet ritiene che questa scienza "fece pochi progressi fino al momento in cui la pace di Utrecht promise all'Europa una tranquillità duratura" . Fu solo allora che "vedemmo [allora] le menti prendere una direzione quasi generale verso questo studio fino ad allora trascurato; e questa nuova scienza fu portata avanti da Stewart, da Smith e soprattutto dagli economisti francesi ” .

### Decima
Condorcet è particolarmente ottimista riguardo "al futuro progresso dello spirito umano" , da cui il titolo del capitolo. Egli osserva che se si può «predire con quasi assoluta certezza i fenomeni di cui si conoscono le leggi» , non c'è nulla di chimerico nell'impresa «di tracciare con una certa plausibilità il quadro dei destini futuri della specie umana » .
Il filosofo esprime tre speranze: «la distruzione delle disuguaglianze tra le nazioni; il progresso dell’uguaglianza all’interno dello stesso popolo; infine, la vera perfezione dell'uomo” . Egli profetizza: "Verrà un tempo in cui il sole splenderà sulla terra solo sugli uomini liberi, che non riconosceranno altro padrone che la loro ragione .